# 앤 여왕의 여름 궁전

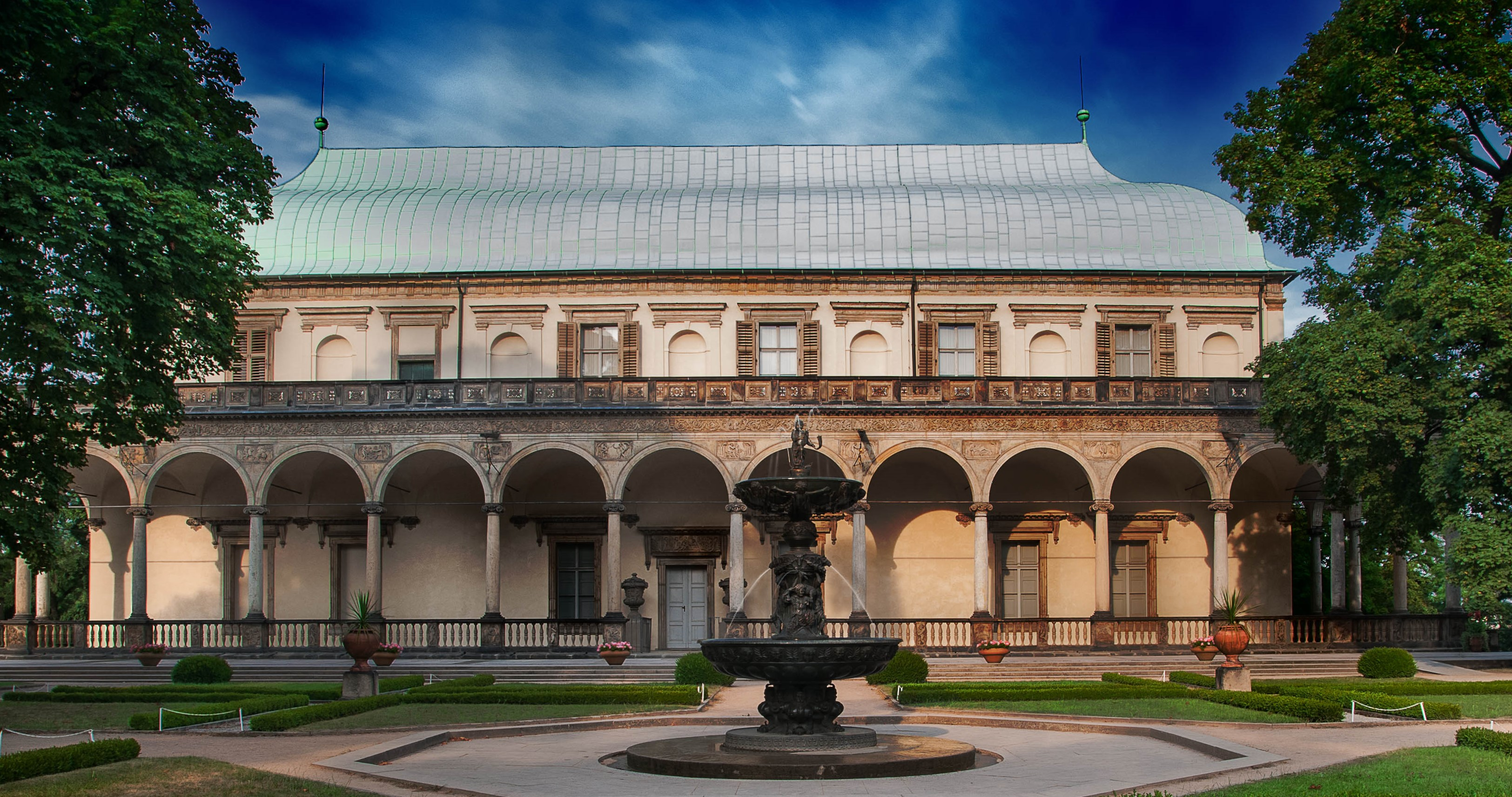
앤 여왕의 여름 궁전

앤 여왕의 여름 궁전(체코어: Letohrádek královny Anny)은 체코 프라하 프라하성에 있는 궁전이다. 이탈리아 국외에 위치한 가장 순수한 이탈리아 르네상스 건축물 중 하나로 여겨진다.
페르디난트 1세가 1538년에서 1560년 사이에 크랄로브스카 정원의 동쪽 끝에 그의 아내인 아나 폰 뵈멘운트웅가른을 위해 궁전을 건설하도록 지시했다.